# Imaginos
Imaginos – jedenasty album studyjny zespołu Blue Öyster Cult z lipca 1988 roku. Oprócz nowych utworów przyniósł ponownie nagrane utwory z albumu Secret Treaties - Astronomy i Blue Öyster Cult. Pierwsza to nowa wersja z Donaldem "Buck Dharma" Roeserem na wokalu (oryginalnie śpiewał Eric Bloom), druga to zmodyfikowana wersja utworu Subhuman pod zmienionym tytułem na Blue Öyster Cult. W The Siege and Investiture of... zaśpiewał Joey Cerisano, a w Imaginos Jon Rogers. Nagrania dotarły do 122. miejsca listy Billboard 200 w USA.

## Lista utworów
Strona A
1. "I Am the One You Warned Me Of" (Albert Bouchard, Sandy Pearlman, Donald Roeser) – 5:04
2. "Les Invisibles" (A. Bouchard, Pearlman) – 5:33
3. "In the Presence of Another World" (Joe Bouchard, Pearlman) – 6:26
4. "Del Rio's Song" (A. Bouchard, Pearlman) – 5:31
5. "The Siege and Investiture of Baron von Frankenstein's Castle at Weisseria" (A. Bouchard, Pearlman) – 6:43

Strona B
1. "Astronomy" (J. Bouchard, A. Bouchard, Pearlman) – 6:47
2. "Magna of Illusion" (A. Bouchard, Pearlman, Roeser) – 5:53
3. "Blue Öyster Cult" (Eric Bloom, Pearlman) – 7:18
4. "Imaginos" (A. Bouchard, Pearlman) – 5:46

## Twórcy
- Eric Bloom – wokal
- Donald "Buck Dharma" Roeser – gitary, wokal
- Albert Bouchard – gitara, instrumenty perkusyjne, wokal
- Joe Bouchard – instrumenty klawiszowe, wokal
- Allen Lanier – instrumenty klawiszowe

### Muzycy sesyjni
- Kenny Aaronson – gitara basowa
- Thommy Price – perkusja
- Jack Secret – dodatkowy wokal
- Tommy Morrongiello – gitara, arażancje, wokal
- Jack Rigg – gitary
- Tommy Zvoncheck – instrumenty klawiszowe
- Shocking U – chórki (utwór 3)
- Joey Cerisano – wokal (utwór 5)
- Jon Rogers – wokal (utwór 9)

### Guitar Orchestra of the State of Imaginos
- Marc Biedermann
- Kevin Carlson - gitara
- Robby Krieger - gitara ("Blue Öyster Cult", "Magna of Illusion")
- Tommy Morrongiello - gitara
- Aldo Nova
- Jack Rigg
- Joe Satriani - gitara ("The Siege and Investiture of Baron von Frankenstein's Castle at Weisseria")